# Тугояковский травертиновый каскад
Тугояковский травертиновый каскад (Звездный ключ, Дызвездный ключ)— природный памятник естественного происхождения, расположенный в окрестностях села Батурино на землях сельскохозяйственного назначения вблизи Ларинского ландшафтного заказника в Томском районе Томской области.
Площадь памятника природы — 6,6 га.
Статус памятника природы роднику был присвоен решением Томского облисполкома № 31 от 14.02.1975

## Название
По данным информационно-аналитической системы «Особо охраняемые природные территории России» название объекта — «Звездный ключ»

## Описание
Находится на склоне высокой террасы, на правом берегу реки Тугояковка. Склон у изгиба реки покрыт многочисленными логами и выступами, на одном из которых и расположен водопад высотой полтора метра, далее ниспадающий каскадом длиной около 40 м.
Уникальность источника — травертиновые образования, покрывающие источник, ложе ручья и почти правильной формы прямоугольные ступени в нижней части ключа. В их состав входит бернессит — редкий для России минерал.
Протяжённость каскада около 30 м, на нём примерно 45 ступенек, высота которых колеблется в пределах 0,25—0,5 м и постепенно увеличивается к основанию склона. В этом же направлении травертиновый каскад постепенно расширяется, приобретая форму конуса, ширина основания которого 15 м. Уклон каскадного склона 30—35°, относительное превышение около 8 м. В нижней трети травертинового каскада вода ручья частично собирается в одно русло и после небольшого водопада с последней ступеньки течет вдоль подошвы каскада по поверхности нижней каскадной площадки на протяжении 122 м. Нижний каскад имеет высоту 1,5 м и представляет собой мощный травертиновый уступ, осложнённый 3—4 слабо выраженными ступеньками. Вода здесь течет небольшим водопадом. Расстояние от подошвы склона до родника составляет около 60 метров. Травертин Тугояковского каскада называется «моховым». Он образуется в результате осаждения кристалликов кальцита на мох с последующим ростом на стебельках и листьях в виде тончайшей оторочки размером от нескольких микрон до миллиметров. Он серого цвета с жёлтым кремовым оттенком, с крупно пористой сетчатой структурой. Здесь встречаются участки так называемого «окаменелого мха», на котором ясно видны стебельки и листочки растений.

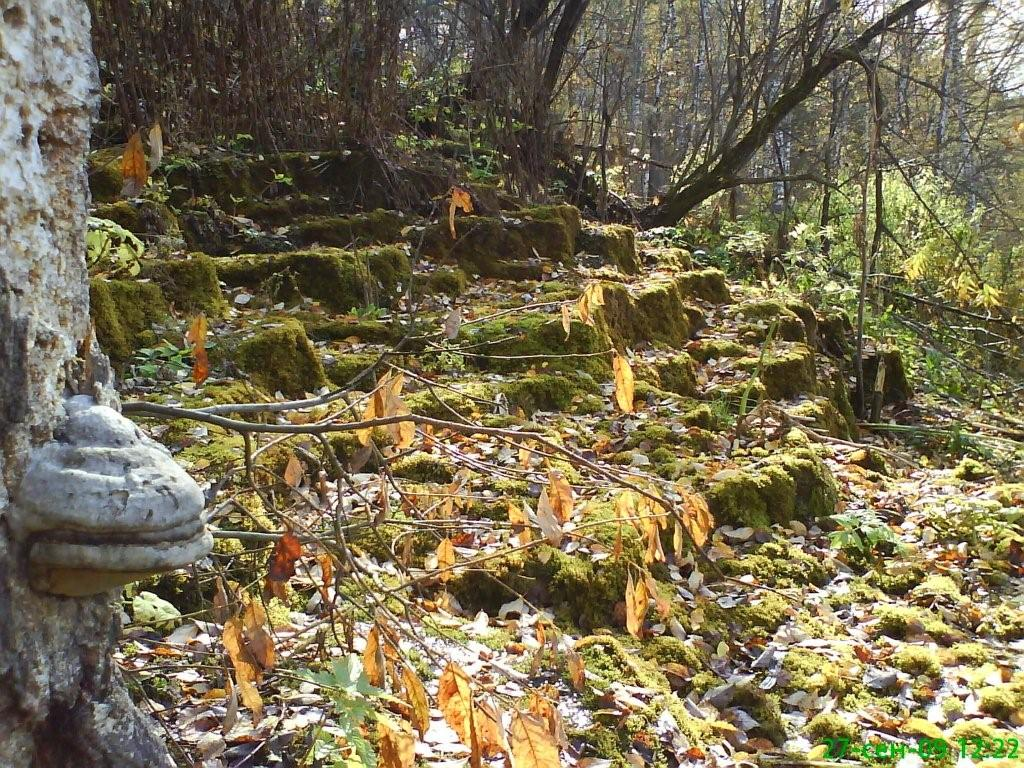
Травертиновые ступени

Звездный ключ образовался около десяти тысяч лет назад за счет кальцевидных отложений, которые со временем образовали травертиновые слои. Вокруг источника располагается система троп, со временем утратившая свою начальную структуру и состояние. Данная система говорит о том, что древние поселения часто использовали воду источника в бытовых нуждах.

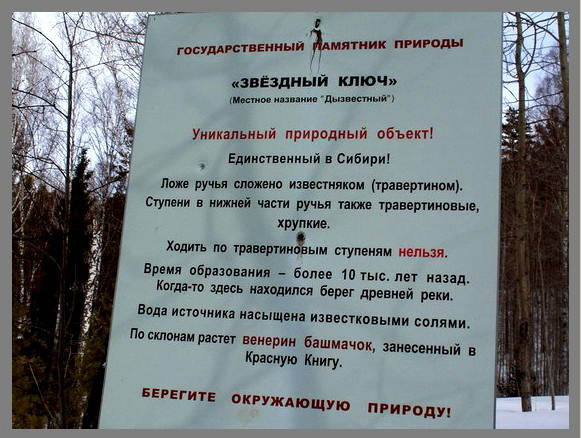
Указатель

## Местонахождение
Источник располагается в 3 км к востоку от села Вершинино. Добраться до ключа можно транспортным средством, двигаясь от областного центра в сторону села Ярское. На остановке «Санаторий Заповедное» необходимо продолжить движение пешим ходом по тропинке вглубь леса на восток.
В 2017 году при поддержке Томского завода электроприводов в заповеднике была проложена экологическая тропа длиной в 8 километров, которая связала Звездный ключ и кордон. Тропа включает 10 остановочных площадок с образовательными информационными стендами о флоре и фауне. Планируется реконструкция лестницы, ведущей к ключу и обустройства прилежащего пространства для предотвращения вытаптывания ценных растений.

## Экология
Вода источника признана экологически чистой и может употребляться без обработки. Состав — гидрокарбонатный.

### Флора
Родник располагается посреди соснового кустарниково-разнотравного леса, у подножия образовалось болото, заросшее невысокими кустарниками.
В районе Звездного источника растут реликтовые цветы и вымирающие растения, которые включены в Красную книгу. Среди таких растений есть: марьин корень, венерин башмачок настоящий, венерин башмачок крупноцветковый, сарана, дудник сибирский, норичник тенистый, кандык сибирский. Также в этих районах можно встретить густые заросли тростника, высота которых достигает 2-2,5 м.

### Фауна
Спокойный режим Ларинского заказника, неподалёку от которого находится источник, способствует обитанию различных животных. Поэтому животный мир окрестностей ключа максимально многообразен; добираясь до Звездного источника, можно встретить лисиц, колонков, барсуков, алтайских сурков, бурундуков, лесных сонь, ласок, белок, рябчиков, дятлов, тетеревов, бобров, перепелок, рысей и змей.